# Order Zasługi Filipa Wspaniałomyślnego
Order Zasługi Filipa Wspaniałomyślnego lub Order Filipa (niem. Verdienst-Orden Philipps des Großmütigen lub Philipps-Orden) – wysoki order Wielkiego Księstwa Hesji ustanowiony 1 maja 1840 przez Ludwika II Heskiego na cześć landgrafa Hesji księcia Filipa I Wspaniałomyślnego. Nadawany za niezwykłe zasługi w dwóch kategoriach: wojskowej (z mieczami) lub cywilnej (bez mieczy). Znajdował się na drugim miejscu w hierarchii starszeństwa heskich odznaczeń za Orderem Ludwika, ale spadł na trzecie miejsce po wznowieniu Orderu Domowego Lwa Złotego w 1876, dawnego najwyższego orderu Hesji-Kassel. Order Filipa został zniesiony w 1919 wraz ze wszystkimi innymi niemieckimi odznaczeniami państwowymi.
Podział orderu w 1919:
- Krzyż Wielki,
- Krzyż Komandorski I Klasy,
- Krzyż Komandorski II Klasy,
- Krzyż Honorowy,
- Krzyż Kawalerski I Klasy,
- Krzyż Kawalerski II Klasy,

oraz dodatkowo:
- Krzyż Zasługi (srebrny),
- Medal Zasługi (złoty i srebrny).

Wielcy Mistrzowie orderu:
- Ludwik II (1840–1848)
- Ludwik III (1848–1877)
- Ludwik IV (1877–1892)
- Ernest Ludwik (1892–1919)